# U-35 (1936)
| U-35                                                                                     | U-35 | U-35 |
| ---------------------------------------------------------------------------------------- | --- | --- |
|                                                                                          | | |
|                                                                                          | | |
|                                                                                          | | |
| Під прапором                                                                             | Третій Рейх | Третій Рейх |
| Порт приписки                                                                            | Кіль | Кіль |
| Спуск на воду                                                                            | 24 вересня 1936 | 24 вересня 1936 |
| Сучасний статус                                                                          | затоплений | затоплений |
| Проєкт                                                                                   | | |
| Тип ПЧ                                                                                   | Середній ДПЧ | Середній ДПЧ |
| Вартість                                                                                 | 4 189 000 ℛℳ | 4 189 000 ℛℳ |
| Основні характеристики                                                                   | | |
| Швидкість (надводна)                                                                     | 17 вузлів | 17 вузлів |
| Швидкість (підводна)                                                                     | 8 вузлів | 8 вузлів |
| Робоча глибина занурення                                                                 | 100 м | 100 м |
| Гранична глибина занурення                                                               | 220 м | 220 м |
| Автономність плавання                                                                    | 135—174 км на швидкості 4 вузли (в підводному положенні) 11 470 км на швидкості 10 вузлів (у надводному положенні) | 135—174 км на швидкості 4 вузли (в підводному положенні) 11 470 км на швидкості 10 вузлів (у надводному положенні) |
| Екіпаж                                                                                   | 44—60 осіб | 44—60 осіб |
| Розміри                                                                                  | | |
| Довжина найбільша (по КВЛ)                                                               | 64,51 м | 64,51 м |
| Ширина корпусу найб.                                                                     | 5,85 м | 5,85 м |
| Висота                                                                                   | 9,5 м | 9,5 м |
| Середня осадка (по КВЛ)                                                                  | 4,37 м | 4,37 м |
| Водотоннажність надводна                                                                 | 626 т | 626 т |
| Силова установка                                                                         | | |
| дизель-електрична; 2 дизельних двигуни MAN M 6 V 40/46, 2 електродвигуни BBC GG UB 720/8 | | |
| Гвинти                                                                                   | 2 | 2 |
| Потужність                                                                               | 2 × 2100—2310 к.с. (дизелі) 2 × 750 к.с. (електродвигуни)                                                          | 2 × 2100—2310 к.с. (дизелі) 2 × 750 к.с. (електродвигуни)                                                          |
| Озброєння                                                                                | | |
| Артилерія                                                                                | 1 × 88-мм палубна гармата SK C/35                                                                                  | 1 × 88-мм палубна гармата SK C/35                                                                                  |
| Торпедно- мінне озброєння                                                                | 4 носових і один кормовий ТА. 11 торпед або 22 міни TMA                                                            | 4 носових і один кормовий ТА. 11 торпед або 22 міни TMA                                                            |
| ППО                                                                                      | 1 × 20-мм зенітна гармата FlaK 30/38/Flakvierling                                                                  | 1 × 20-мм зенітна гармата FlaK 30/38/Flakvierling                                                                  |

U-35 — середній німецький підводний човен типу VII-A для відкритого моря, часів Другої світової війни. Заводський номер 558.

## Історія
Побудований на верфі Friedrich Krupp Germaniawerft у Кілі. Введений в стрій 3 листопада 1936 року.
29 листопада 1939 року в районі західніше від Бергена (Північне море) був атакований трьома британськими есмінцями «Ікарус», «Кашмир» та «Кінгстон». Сплив на поверхню і був затоплений екіпажем в точці з координатами 60.53N, 02.47E. Весь екіпаж (43 особи) здався в полон. У 1986 році виявлений на ґрунті.

## Командири
- Капітан-лейтенант Клаус Еверт (3 листопада — 5 грудня 1936)
- Капітан-лейтенант Ганс-Рудольф Резінг (6 грудня 1936 — лютий 1937) — виконувач обов'язків.
- Капітан-лейтенант Герман Міхаеллес (лютий — 30 липня 1937)
- Оберлейтенант-цур-зее Отто Кречмер (31 липня — 15 серпня 1937)
- Капітан-лейтенант Вернер Лотт (15 серпня 1937 — 29 листопада 1939)